# Egy életen át (film)
Az Egy életen át (In My Life) egy 1998-ban bemutatásra került amerikai televíziós műsor.

## Cselekmény
Sir George Martin producer tiszteletére ismert színészek és zenészek, énekesek összegyűltek egy lemezstúdióban, hogy munkássága előtti tisztelgésül Beatles-dalokat énekeljenek fel lemezre. A műsorban közreműködött Jim Carey, Phil Collins, Céline Dion, Goldie Hawn, Robin Williams és Bobby McFerrin. A lemez 1998-ban In My Life címen jelent meg.